# Portell de Morella
Portell de Morella ist eine Gemeinde (municipi) im Norden der Provinz Castelló in der Valencianischen Gemeinschaft in Spanien. Sie ist Teil der Comarca Els Ports und hat 155 Einwohner (Stand: 2024).

## Geografie
Portell de Morella liegt etwa 77 Kilometer nordnordwestlich von Castellón de la Plana in einer Höhe von ca. 1075 m.

## Bevölkerungsentwicklung
| Jahr      | 1970 | 1981 | 1991 | 2001 | 2011 | 2021 |
| Einwohner | 531  | 374  | 297  | 260  | 228  | 181  |

## Sehenswürdigkeiten

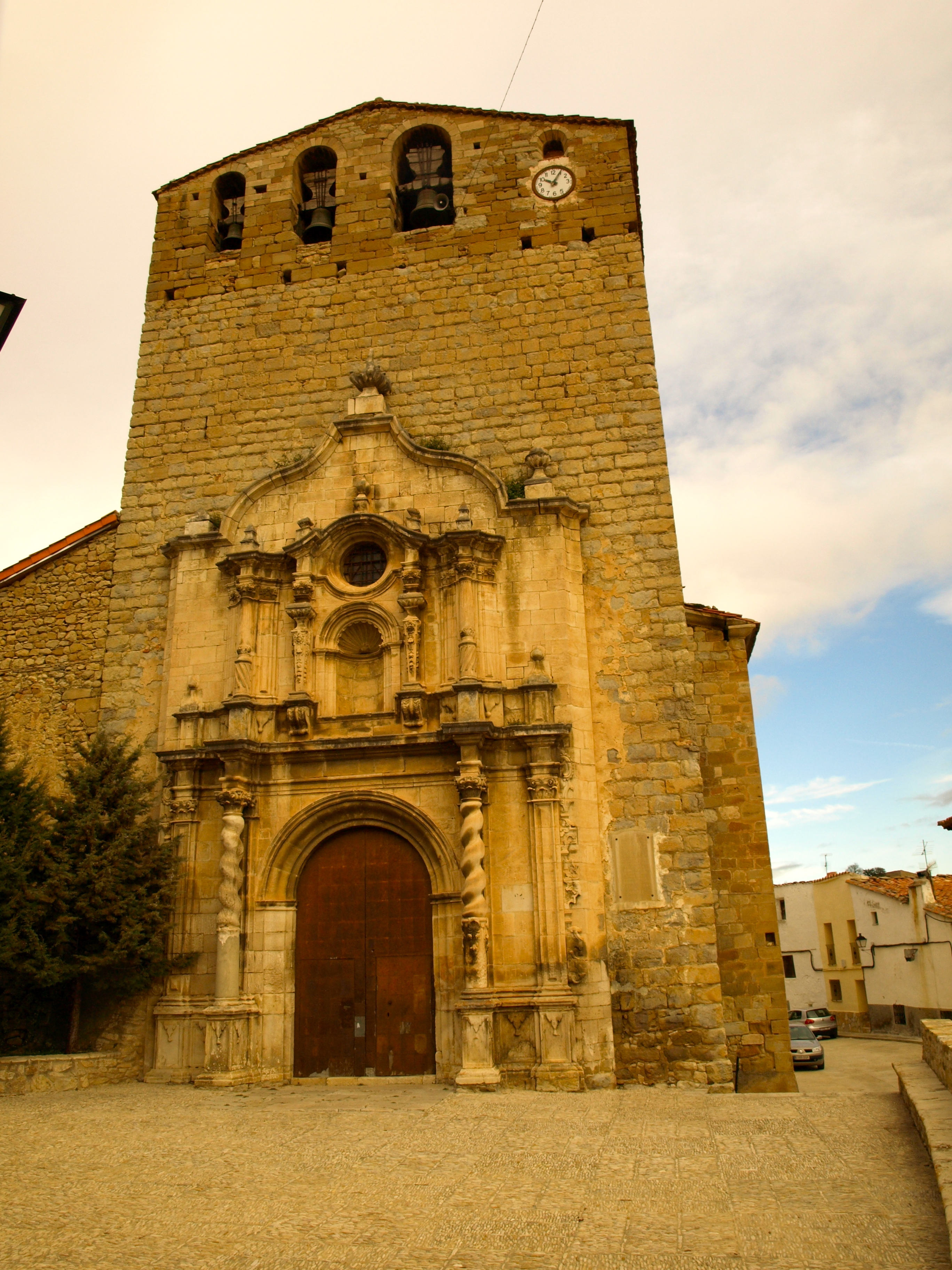
Kirche Mariä Himmelfahrt
- Kalvarienkirche
- Marienkapelle
- Salvatorkapelle
- Rathaus

- Kirche Mariä Himmelfahrt